# Воренвил (Илиноис)
Воренвил (енгл. Warrenville) град је у америчкој савезној држави Илиноис. По попису становништва из 2010. у њему је живело 13.140 становника.

## Демографија
Према попису становништва из 2010. у граду је живело 13.140 становника, што је 223 (1,7%) становника мање него 2000. године.
| Група             | 2000.          | 2010.         |
| Белци             | 11.106 (83,1%) | 9.176 (69,8%) |
| Афроамериканци    | 319 (2,4%)     | 514 (3,9%)    |
| Азијати           | 459 (3,4%)     | 486 (3,7%)    |
| Хиспаноамериканци | 1.349 (10,1%)  | 2.752 (20,9%) |
| Укупно            | 13.363         | 13.140        |